# Ферветер (гора)
Гора Феруетер (англ. Mount Fairweather, «Гора гарної погоди») — вершина в горах Святого Іллі (Берегові хребти), в хребті Феруетер. Розташована на кордоні Британської Колумбії (Канада) й Аляски (США), 20 км на схід від Тихого океану. Найвища вершина в Британській Колумбії, і сьома найвища в Алясці. Висота гори — 4 671 м над рівнем моря.
Більша (американська) частина гори знаходиться в національному парку «Глейшер-Бей» (англ. Glacier Bay National Park and Preserve) в місті й боро Якутат. Канадська частина знаходиться в провінційному парку «Татшеншині-Алсек» (англ. Tatshenshini-Alsek Provincial Park).

## Історія
Назва гори місцевою тлінгітською мовою — Tsalxhaan. Назву Fairweather горі дав капітан Джеймс Кук 3 травня 1778 р., імовірно, через надзвичайно хорошу погоду на той момент.
Цю назву було перекладено на декілька мов: Жан-Франсуа Лаперуз її називав Mt. Beautemps (атлас 1786 p.), Діонісіо Алькала Ґальяно — Mte. Buen-tiempo (мапа 3, 1802 р.). Також зустрічаються назви: Гор[а] Хорошей погоды на мапі Російського Гідрографічного Відділу № 1378 (1847 р.), Г[ора] Файерведер на мапі Михайла Дмитровича Тебенькова № 7 (1852 р.), Schönwetterberg на мапі Константина Ґревінка (1850 р.) і Schönwetter Berg на мапі Юстуса Пертеса (1850 р.).

## Історія сходжень
- 8 червня 1931 р. Аллен Карпе́ (Allen Carpé) і Терріс Мур (Terris Moore) дісталися вершини з південно-східного схилу гори.
- 26 червня 1958 р. Падді Шерман (Paddy Sherman) і ще 7 канадців дісталися вершини з південно-східного схилу гори.
- 12 червня 1968 р., західний схил: Лорен Адкінс (Loren Adkins), Волтер Ґоув (Walter Gove), Пол Майр (Paul Myhre), Джон Ніл (John Neal) і Кент Стоукс (Kent Stokes).
- 10 липня 1973 р., південно-західний схил: Петер Меткаф (Peter Metcalf), Генрі Флоршолц (Henry Florschutz), Тобі О'Браєн (Toby O'Brien) і Лінколн Столлер (Lincoln Stoller).